# ラミロ・デ・レオン・カルピオ

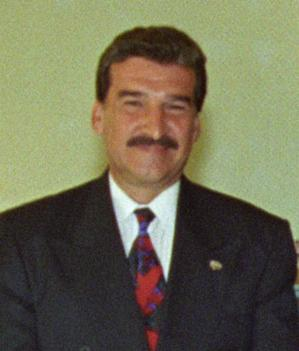
ラミロ・デ・レオン・カルピオ（1993年）

ラミロ・デ・レオン・カルピオ（Ramiro de León Carpio、1942年1月12日 - 2002年4月16日）はグアテマラの政治家で、1993年から1996年までグアテマラの大統領をつとめた。1986年以降の他の大統領と異なり、彼は直接選挙で選出されたわけではなく、ホルヘ・セラノ・エリアスが追放された後の後継として議会によって選出された。

## 生涯
デ・レオンはグアテマラシティに生まれ、法学の学位を得てラファエル・ランディバル大学の政治社会科学部の教授をつとめた。1967年から公務員としていくつかの政府機関で働いた。1978年から1983年までグアテマラ砂糖産業協会の法律顧問および総務をつとめた:190。
1983年にはいとこのホルヘ・カルピオ・ニコジェ (Jorge Carpio Nicolle) らとともに国民中道連合(Unión del Centro Nacional, UCN)という政党の設立者のひとりとなり、その事務局長を1986年までつとめた:190。党は社会自由主義を提唱した:190。ホルヘ・カルピオ・ニコジェは1985年と1990年の大統領選挙に出馬したが、いずれも決選投票で敗れている。
オスカル・ウンベルト・メヒア・ビクトレス大統領が1984年に制憲議会を招集したとき、デ・レオンは議員のひとりに選出され、憲法の制定に重要な役割を果たした:190。
1988年にデ・レオンは公共・政治教育所長に就任した。1989年には人権オンブズマンに選出された。

### 大統領
1993年5月25日にホルヘ・セラノ・エリアス大統領は自主クーデター（アウトゴルペ）を起こして議会を解散し、憲法を停止したが、6月1日に自主クーデターは失敗に終わり、セラノは亡命した。クーデターではデ・レオンに逮捕命令が出されたが、屋根にのぼって難を逃れ、その後クーデターを非難した:190。
軍は副大統領のグスタボ・エスピナを後継の大統領につけようとしたが、彼がクーデターに加担していたことを理由にデ・レオンは反対した:190。6月6日にグアテマラ議会は後継の大統領にデ・レオンを選出し、セラノの任期の残りにあたる2年半のあいだ大統領をつとめることになった。流動化していた当時の政治を安定させるためにデ・レオンは軍上層部を編成変えした:367。
デ・レオン政権下でもURNGゲリラとの対話は続けられた。URNGは停戦し、国際連合グアテマラ人権監視団(MINUGUA)設立の合意がなされた。デ・レオンはまた1985年憲法に対して1993年11月に修正を加えた。しかし望まれていた犯罪、憲法の改革、土地と税の問題などを解決することはできなかった。

### その後
1995年11月の大統領選挙ではアルバロ・アルスが当選し、1996年1月14日に次の大統領に就任した。
晩年には糖尿病を患い、2002年に訪問先のマイアミで没した。